# Hạ Long
Hạ Long är en stad i nordöstra Vietnam. Den är huvudstad i provinsen Quảng Ninh. Folkmängden uppgick till cirka 270 000 invånare vid folkräkningen 2019. Staden är belägen vid Cua Luc-buktens mynning ut i den större Ha Long-bukten och administrerar en mängd öar utanför kusten, varav den största är Hang Trai.